# Veliki Erjavec
Veliki Erjavec is een plaats in de gemeente Ozalj in de Kroatische provincie Karlovac. De plaats telt 29 inwoners (2001).